# Grammodes cingularis
Grammodes cingularis là một loài bướm đêm trong họ Erebidae.